# 河南省 (清朝)
河南省（穆麟德轉寫：honan golo），为清朝的内地的一个省，改明朝河南承宣布政使司设，地在今河南省。1644年，设河南巡抚。次年，设布按二司。1647年，设江南江西河南总督，驻江宁府，1649年，设直隶山东河南总督，驻大名府，1658年，废除。1661年，设河南总督，驻开封府。1665年，废除，改为直隶山东河南三省总督，驻大名府，1669年，裁撤。1727年，河南巡抚田文镜改为河南总督，次年改为河东总督。1734年，河东总督改驻兖州府，次年，废除河东总督。之后到清末，河南省的督抚只有河南巡抚。

## 历史
明末清初（1630年—1662年）的战争，河南是遭受战争破坏严重的地区。康熙时，河南的农业经济得到恢复，期间重新开始成为重要的人口集中地和粮食主产区。开封仍为豫省省会，开封同时获得自明末李自成所酿“人祸”和清初的战乱以来的再次繁荣。和《石头记》、《海上花列传》等同样享有盛誉的清中期的豫人小说《歧路灯》中，对故事发生地省城开封的描述引人入胜。
1887年9月30日，郑州下汛十堡（今惠济区花园口镇石桥村）发生黄河决口，致使200多万（一说93万；一说最保守估计150万；一说700万）人罹难，清史研究学者夏明方称其为“近代中国人口损失最严重的一次洪水灾害”，英国密德萨斯大学国际关系学教授彼得·霍夫（Peter Hough）称其为“人类历史上最致命的自然灾害之一”。
1911年12月22日同盟会会员张钟端发动武装起义失败。河南与直隶、甘肃，是辛亥革命时期关内十八省效忠清王朝的三个省份。

## 政区沿革
- 1645年，下辖开封府、河南府、怀庆府、卫辉府、彰德府、归德府、南阳府、汝宁府、汝州直隶州
- 1724年，陈州直隶州、许州直隶州、郑州直隶州、禹州直隶州从开封府划出，光州直隶州从汝宁府划出，陕州直隶州从河南府划出
- 1734年，许州直隶州改为许州府，陈州直隶州改为陈州府，郑州直隶州改为开封府的散州，禹州直隶州改为许州府的散州
- 1741年，许州府改为许州直隶州
- 1904年，郑州直隶州从开封府划出
- 1905年，淅川直隶厅从南阳府划出

## 行政区划
| 河南省行政区划图（1820年）                                                                           |
| 开封府 归德府 陈州府 许州 彰德府 卫辉府 属卫辉府 怀庆府 属怀庆府 陕州 河南府 汝州 南阳府 汝宁府 光州 |

| 河南省行政区划：清朝河南省之道、府（含直隶州、直隶厅）、县 |                          |                                                                                      |
| 道                                                         | 府（府、直隶州、直隶厅） | 县（县、散州）                                                                       |
| 开归陈许郑道                                               | 开封府                   | 祥符县 陈留县 杞县 通许县 尉氏县 洧川县 鄢陵县 中牟县 兰阳县 密县 新郑县 禹州 仪封厅 |
| 开归陈许郑道                                               | 陈州府                   | 淮宁县 商水县 西华县 项城县 沈丘县 太康县 扶沟县                                     |
| 开归陈许郑道                                               | 归德府                   | 商丘县 宁陵县 鹿邑县 夏邑县 永城县 虞城县 考城县 柘城县 睢州                         |
| 开归陈许郑道                                               | 许州直隶州               | 临颍县 襄城县 郾城县 长葛县                                                          |
| 开归陈许郑道                                               | 郑州直隶州               | 荥阳县 荥泽县 汜水县                                                                 |
| 河北道                                                     | 卫辉府                   | 汲县 新乡县 获嘉县 淇县 辉县 延津县 浚县 滑县 封丘县 胙城县                          |
| 河北道                                                     | 怀庆府                   | 河内县 济源县 修武县 武陟县 孟县 温县 原武县 阳武县                                  |
| 河北道                                                     | 彰德府                   | 安阳县 汤阴县 临漳县 林县 武安县 涉县 内黄县                                         |
| 河陕汝道                                                   | 河南府                   | 洛阳县 偃师县 宜阳县 新安县 巩县 孟津县 登封县 渑池县 嵩县 永宁县                    |
| 河陕汝道                                                   | 陕州直隶州               | 灵宝县 卢氏县 阌乡县                                                                 |
| 河陕汝道                                                   | 汝州直隶州               | 鲁山县 郏县 宝丰县 伊阳县                                                            |
| 南汝光淅道                                                 | 南阳府                   | 南阳县 南召县 唐县 泌阳县 桐柏县 镇平县 新野县 内乡县 舞阳县 叶县 邓州 裕州          |
| 南汝光淅道                                                 | 汝宁府                   | 汝阳县 正阳县 上蔡县 新蔡县 西平县 遂平县 确山县 罗山县 信阳州                       |
| 南汝光淅道                                                 | 光州直隶州               | 光山县 固始县 商城县 息县                                                            |
| 南汝光淅道                                                 | 淅川直隶厅               |                                                                                      |

## 政治

### 政府
- 巡抚 
  - 河南巡抚衙门
- 三司
  - 河南布政使司
  - 河南按察使司
  - 河南提学使司